# Sistema Padrino de les Filipines
El Sistema Padrino de les Filipines és el clientelisme o patronatge polític a les Filipines. En argot rep el nom de carambola perquè, com al billar, una bola empeny l'altra i al final cau la que des d'un principi era l'objectiu. Aquesta pràctica per fer decantar el vot ha estat causa de controvèrsia i acusacions de corrupció. És una llei no escrita o secret cantat que no es pot participar en el sistema polític de les Filipines sense dominar el "Sistema Padrino".
Des del càrrec oficial més baix al Barangay fins al carrec de president de la república, s'entén que és necessari aconseguir influències i després compensar la clientela amb favors polítics, tot i que s'ha aprovat una llei per tal d'evitar-ho.